# كوكوكاش (كيبك)
كوكوكاش (بالإنجليزية: Coucoucache Indian Reserve No. 24)‏ هي Indian reserve in Canada تقع في كندا في لاتاك.  يقدر عدد سكانها بـ 0 نسمة .